# Tchortkiv
Tchortkiv (en ukrainien : Чортків) ou Tchertkov (en russe : Чертков ; en polonais : Czortków) est une ville de l'oblast de Ternopil, en Ukraine, et le centre administratif du raïon de Tchortkiv. Sa population s'élevait à 28279 habitants en 2022.

## Géographie
Tchortkiv est arrosée par la rivière Seret et se trouve à 62 km au sud de Ternopil.

## Histoire
La première mention historique de Tchortkiv remonte à 1522, lorsque le roi polonais Sigismond Ier le Vieux donna à Jerzy Czortkowski la possession de la ville et lui permit de la nommer Czortków d'après son propre nom. Elle reçut en même temps des privilèges urbains (droit de Magdebourg). Dans la seconde moitié du XVIIe siècle, au cours de la guerre polono-turque, la ville déclina lorsqu'elle fut conquise par l'Empire ottoman (1673-1683). Elle fit partie de l'éphémère province turque (eyalet) de Podolie avec pour capitale Kamianets-Podilskyï. Après la première partition de la Pologne, en 1772, Tchortkiv passa sous domination autrichienne jusqu'en 1918. Le 8 juin 1919, l'Armée ukrainienne de Galicie perça le front pendant quelques mois près de Tchortkiv et commença l'offensive de Tchortkiv pour étendre le territoire de l'Ukraine naissante vers l'ouest. Mais peu après, la ville fut conquise par les Polonais et fut rattachée à la voïvodie de Tarnopol de la Deuxième République de Pologne jusqu'en septembre 1939. Tchortkiv avait 31 000 habitants en 1931, dont 22,8 pour cent d'Ukrainiens (catholiques grecs), 46,4 pour cent de Polonais (catholiques) et 30 pour cent de Juifs. Tchortkiv était un point important de la défense de la frontière de la Pologne et le siège d'une importante garnison de la brigade « Podole » du Corps de défense des frontières de Pologne. Tchortkiv fut occupée par l'Armée rouge le 17 septembre 1939, puis par l'Allemagne nazie en juin 1941. Le 26 août 1942, 2 000 Juifs du ghetto de Tchortkiv furent déportés au camp d'extermination de Bełżec par la Schutzpolizei allemande, tandis que 500 autres, malades ou trop jeunes, furent tués sur place. En 1944, l'Armée rouge libéra la ville, qui redevint soviétique jusqu'en 1991. Tchortkiv est une ville administrative, qui compte des industries légères (agroalimentaire, habillement) et des ateliers de chemin de fer. En 2022 elle est jumelée avec Béziers (France).

## Patrimoine
Tchortkiv possède une forteresse construite aux XVIe et XVIIe siècles classée. et des églises en bois des XVIIe et XVIIIe siècles. La ville possède également un musée d'histoire.

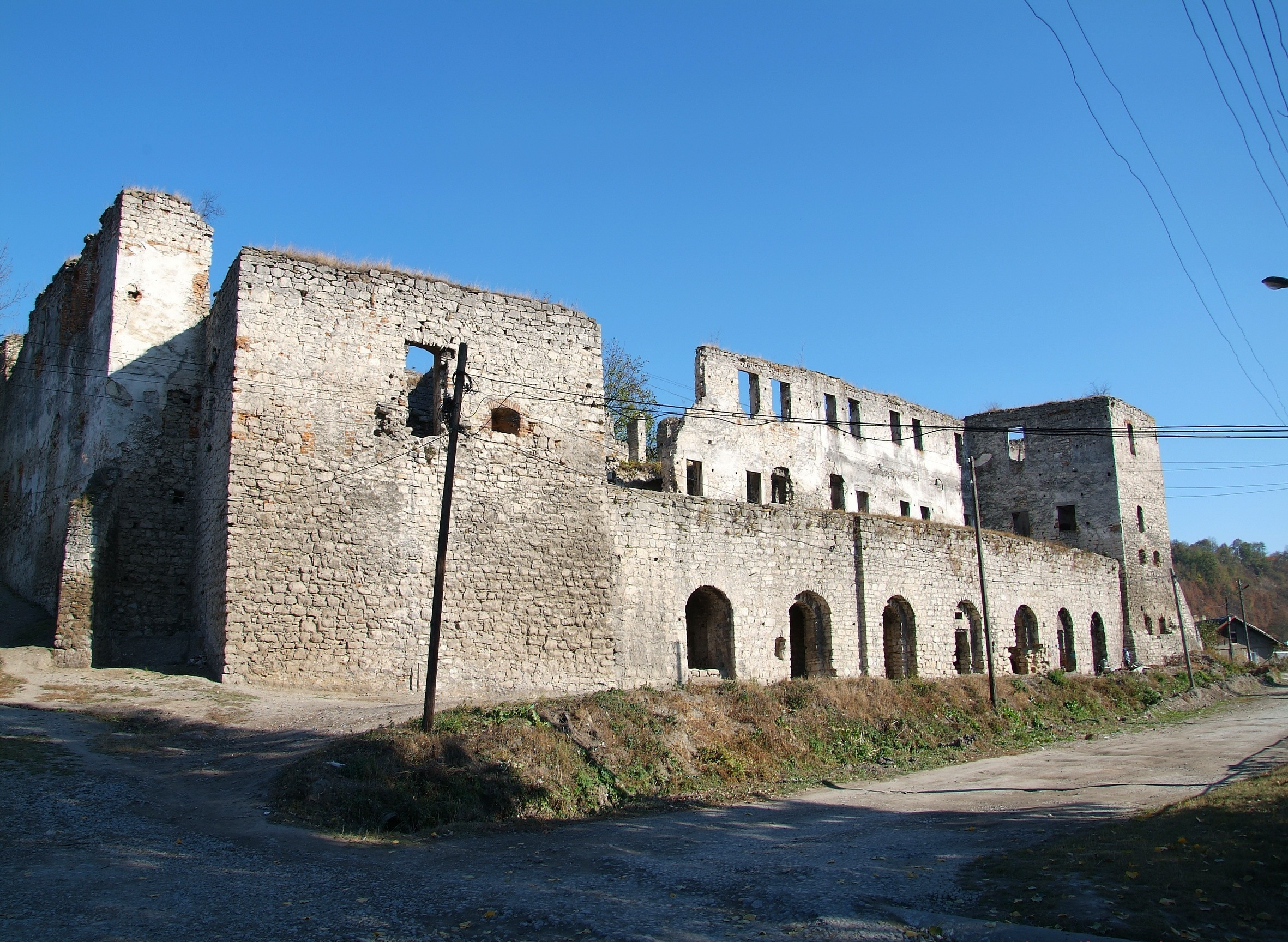
Le château,
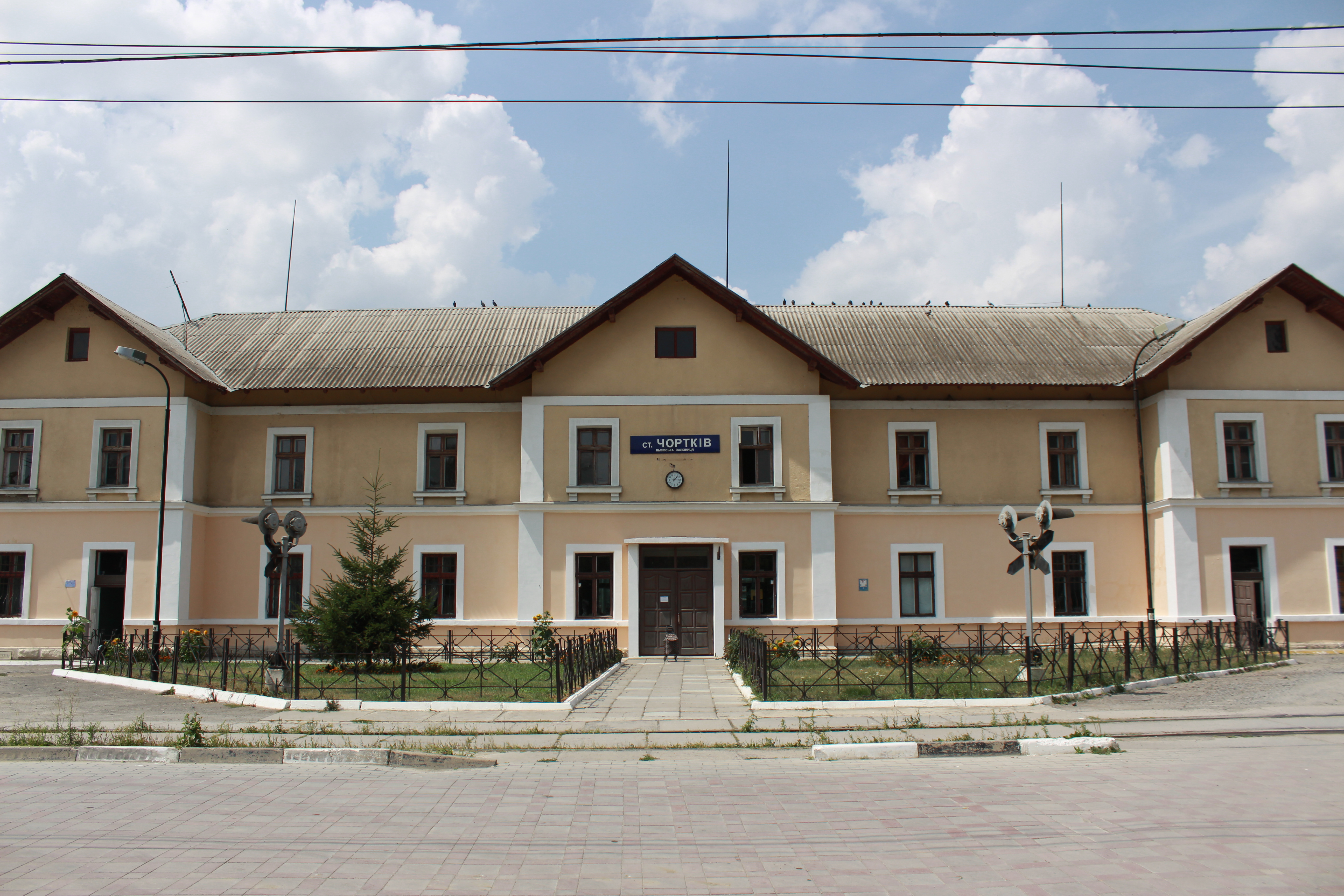
la gare, classé[3],
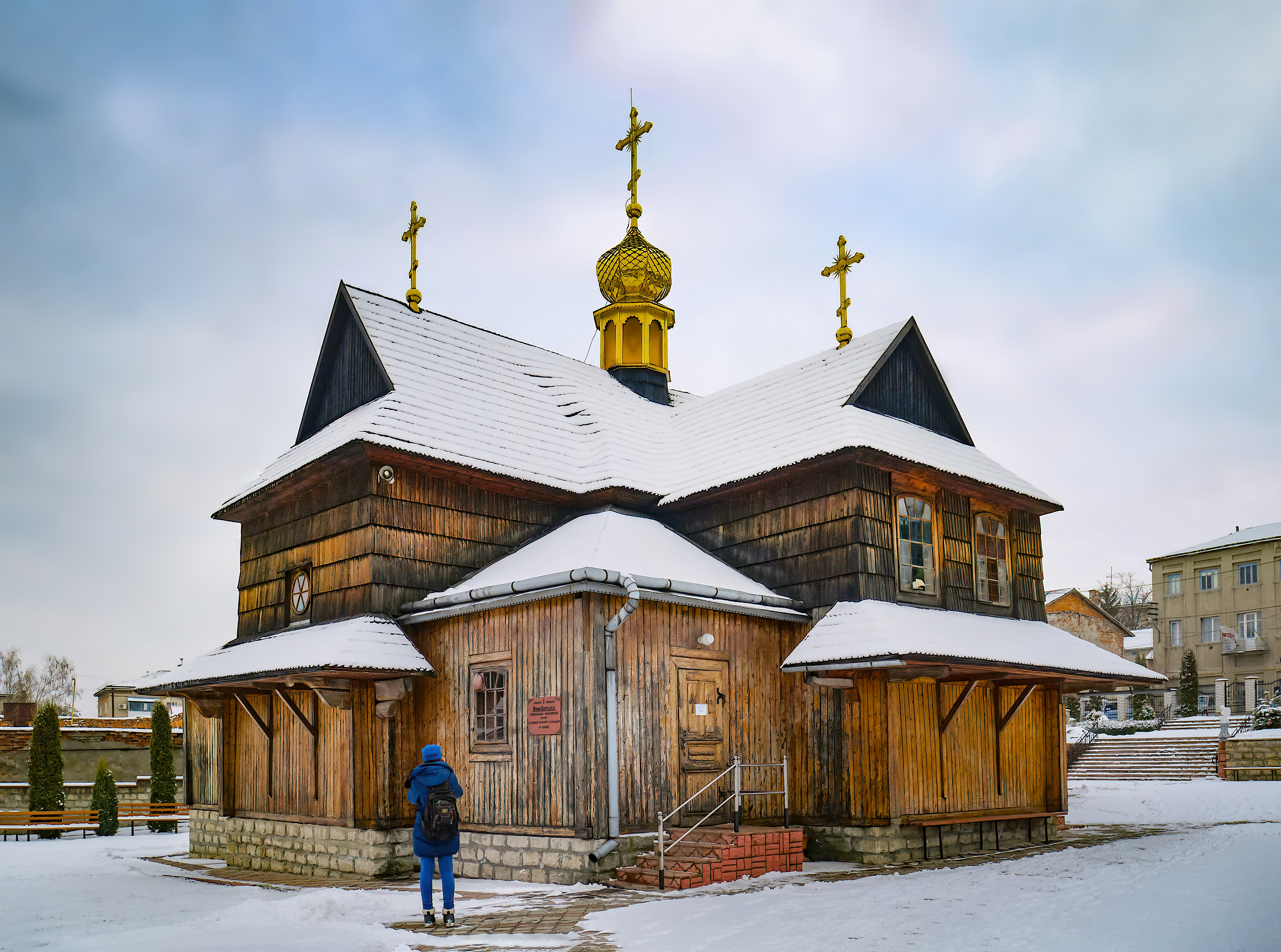
l'église de la Dormition, classée[4],
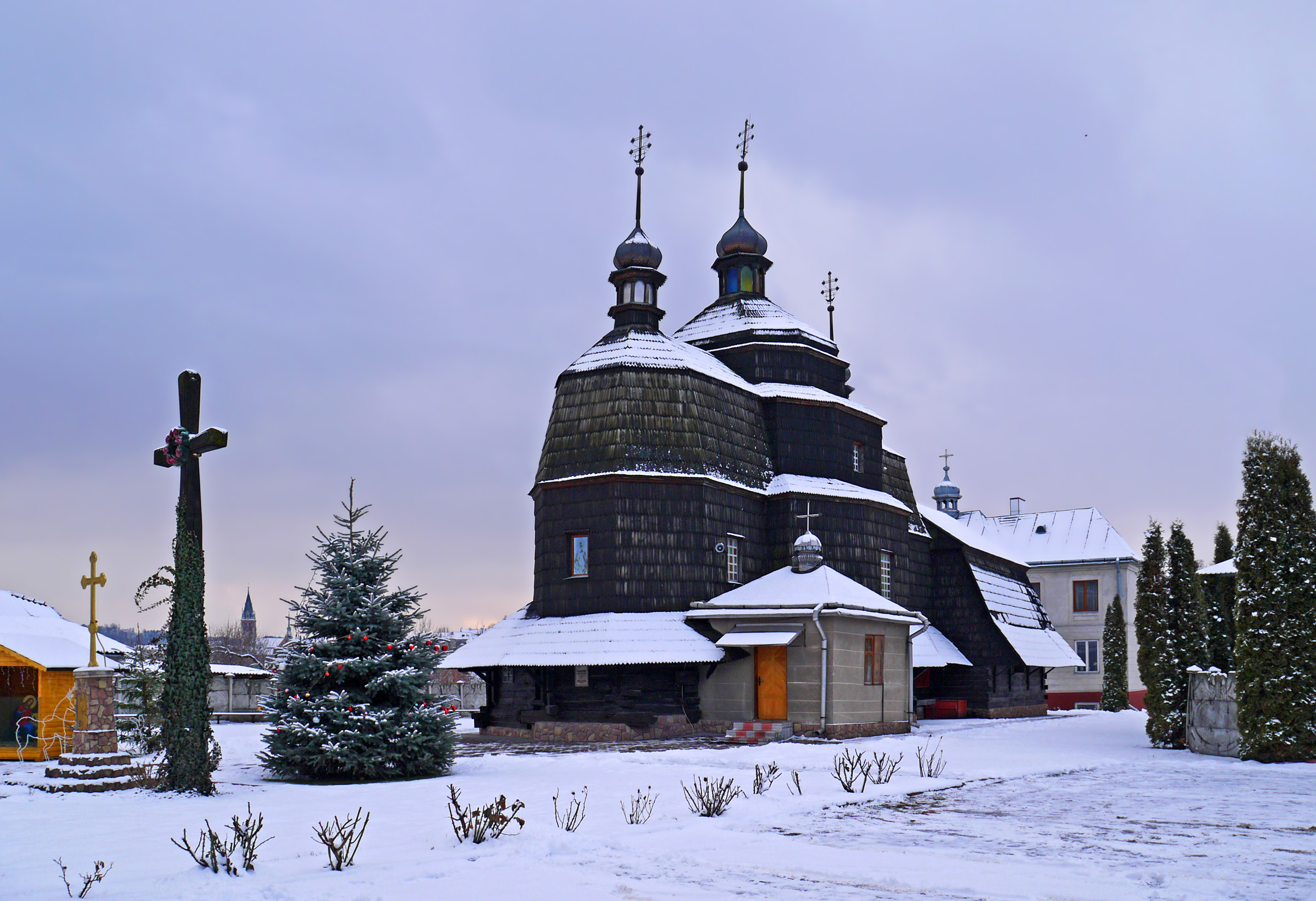
l'église de l’Ascension, classée[5],
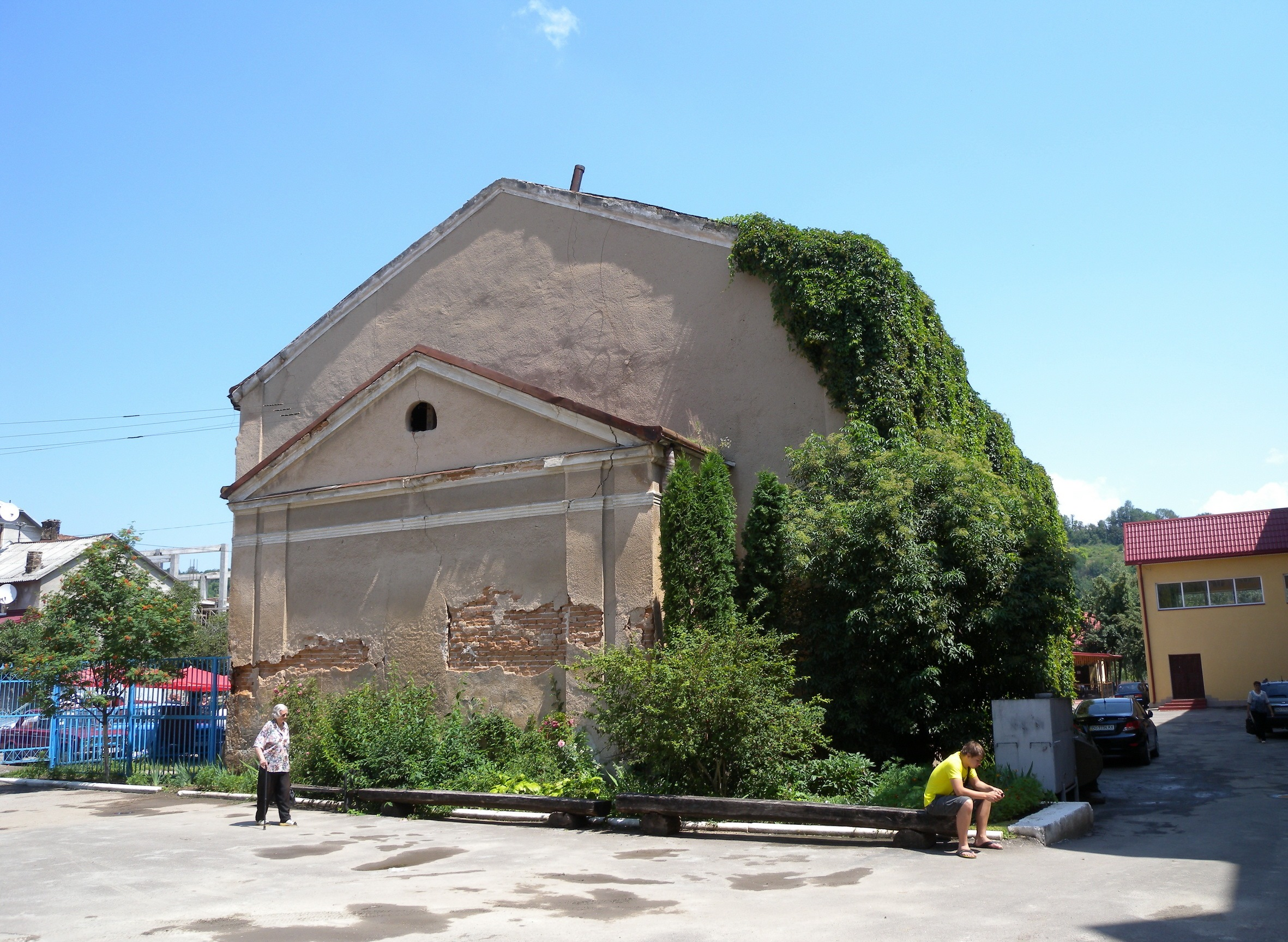
La Grande synagogue, classée[6],
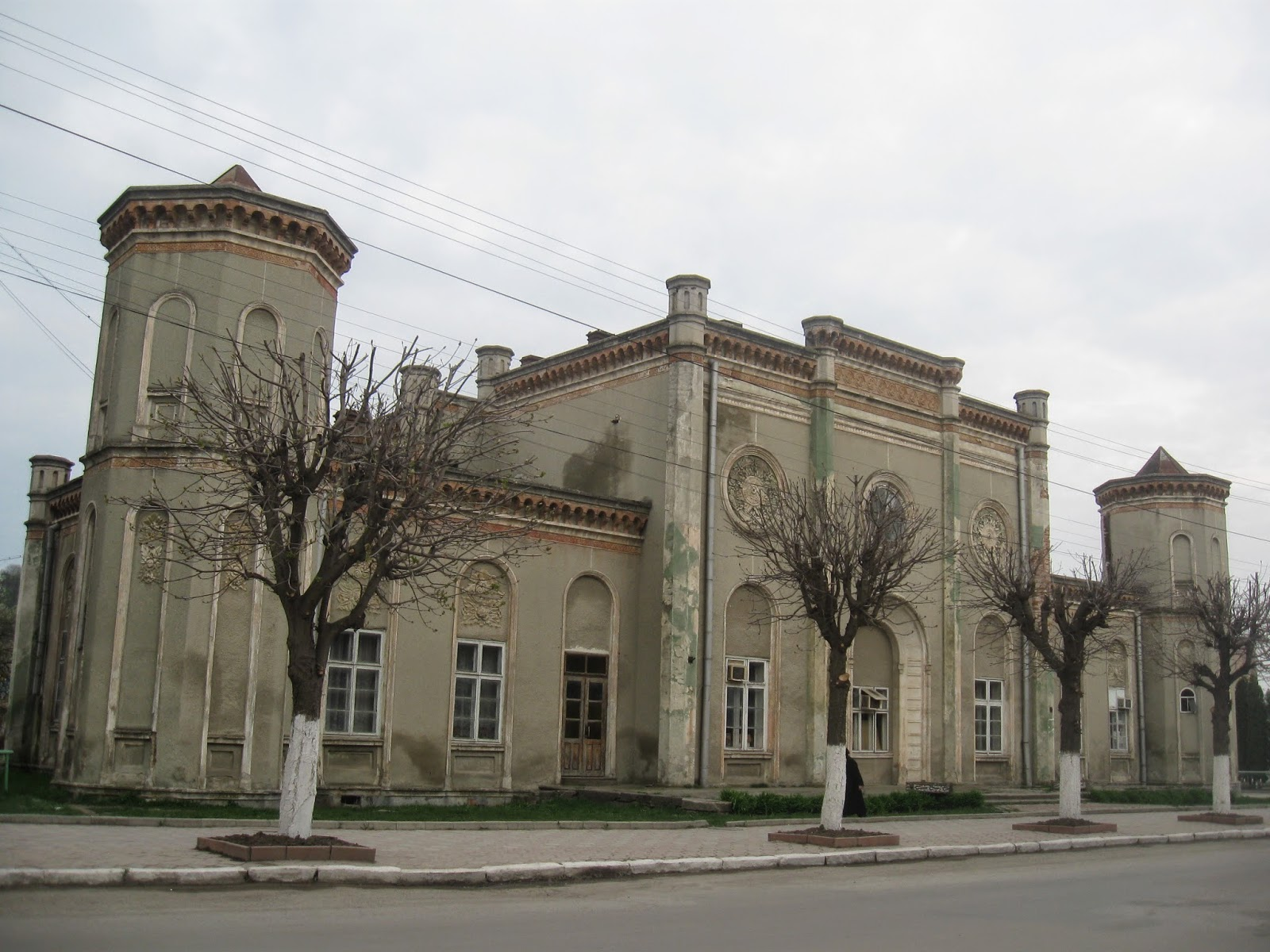
La synagogue Hassidique, classée[7],
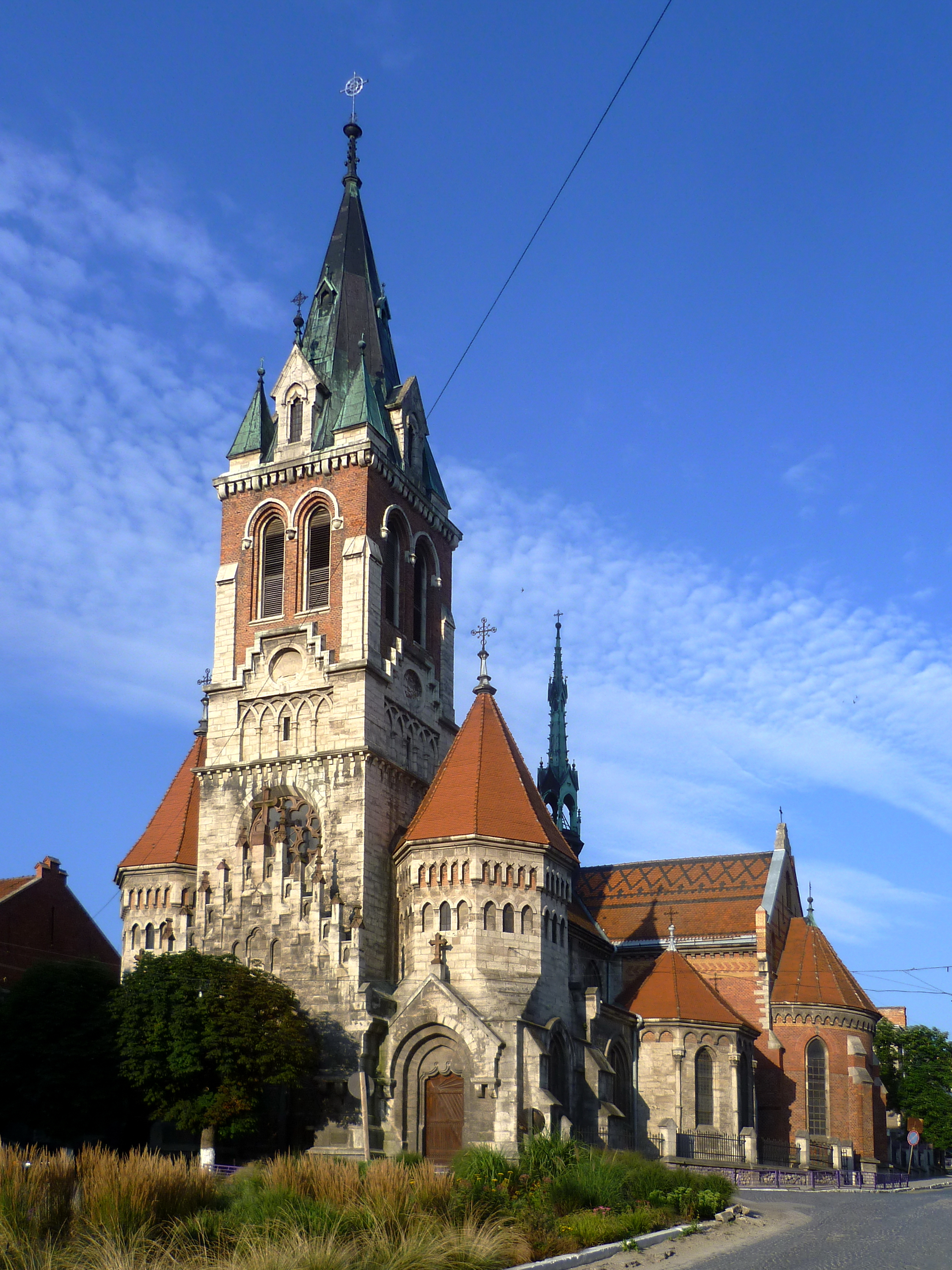
église saint-Stanislas, classée[8],

## Population
Recensements (*) ou estimations de la population :
| 1921* | 1931*  | 1939   | 1959*  | 1970*  | 1979*  |
| ----- | ------ | ------ | ------ | ------ | ------ |
| 5 191 | 19 000 | 21 900 | 15 294 | 19 183 | 24 241 |

| 1989*  | 2001*  | 2010   | 2011   | 2012   | 2013   |
| ------ | ------ | ------ | ------ | ------ | ------ |
| 26 681 | 29 057 | 29 196 | 29 249 | 29 500 | 29 640 |

## Transports
Tchortkiv se trouve à 90 km de Ternopil par le chemin de fer et à 75 km par la route.

## Personnalités liées à la ville

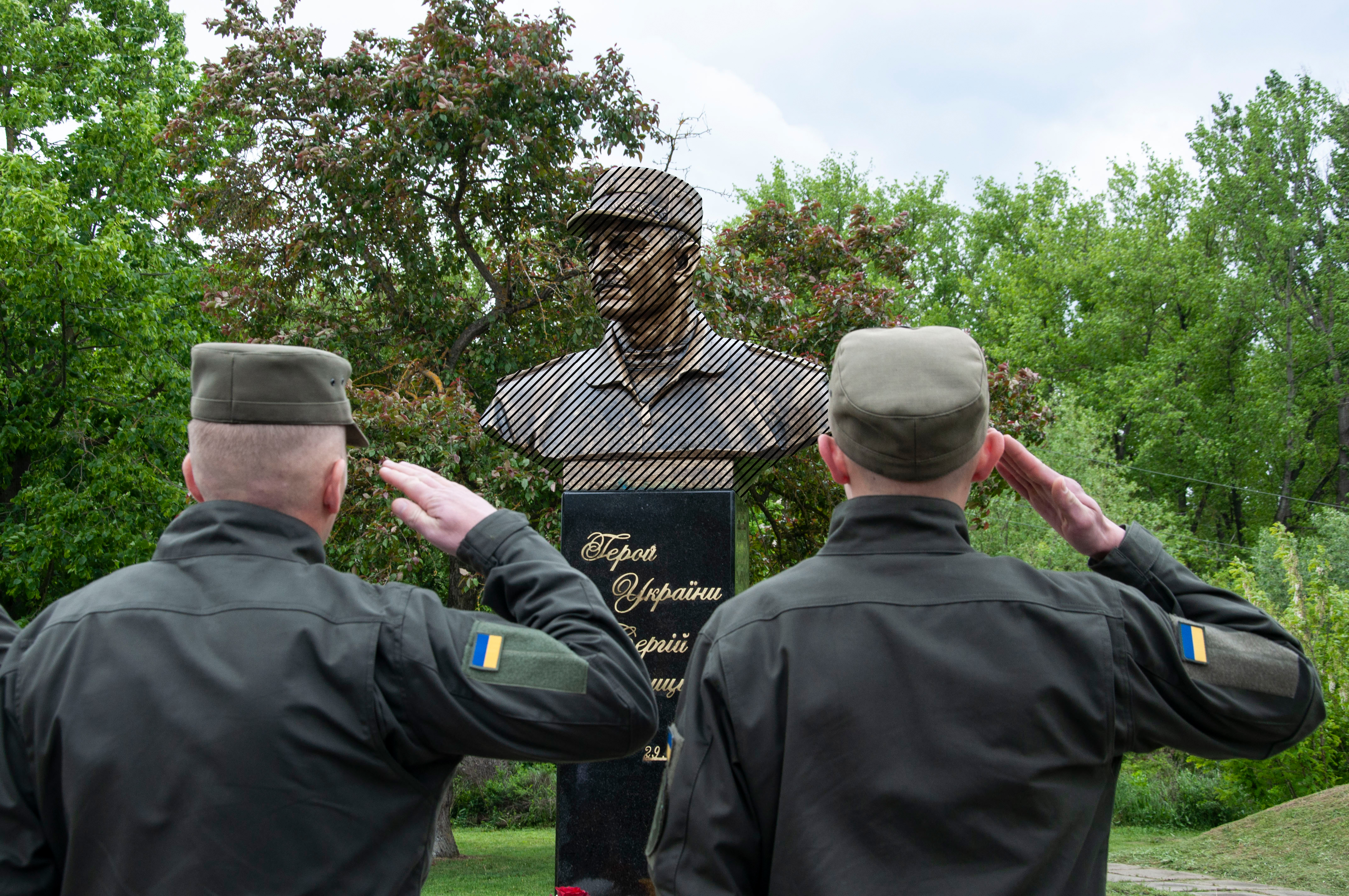
La statue du général Serhiy Koultchytsky.

- Karl Emil Franzos (1848-1904), écrivain austro-hongrois.
- Zalman Zylbercweig (1894-19??), écrivain de langue yiddish
- André Blondel (peintre), peintre polonais né Shaye Blonder (1909-1949)